# Grand Prix automobile d'Autriche 2003
GP précédent GP suivant
Le Grand Prix automobile d'Autriche 2003 (A1 Grand Prix von Österreich 2003), disputé sur l'A1 Ring en Autriche le 18 mai 2003, est la 703e épreuve de l'histoire du championnat du monde de Formule 1 courue depuis 1950 et la sixième manche du championnat 2003.

## Classement
| Pos  | N° | Pilote                | Écurie           | Tours | Temps/Abandon                      | Grille | Points |
| ---- | -- | --------------------- | ---------------- | ----- | ---------------------------------- | ------ | ------ |
| 1    | 1  | Michael Schumacher    | Ferrari          | 69    | 1 h 24 min 04 s 888 (213,003 km/h) | 1      | 10     |
| 2    | 6  | Kimi Räikkönen        | McLaren-Mercedes | 69    | + 3 s 362                          | 2      | 8      |
| 3    | 2  | Rubens Barrichello    | Ferrari          | 69    | + 3 s 951                          | 5      | 6      |
| 4    | 17 | Jenson Button         | BAR-Honda        | 69    | + 42 s 243                         | 7      | 5      |
| 5    | 5  | David Coulthard       | McLaren-Mercedes | 69    | + 59 s 740                         | 14     | 4      |
| 6    | 4  | Ralf Schumacher       | Williams-BMW     | 68    | + 1 tour                           | 10     | 3      |
| 7    | 14 | Mark Webber           | Jaguar-Cosworth  | 68    | + 1 tour                           | 17     | 2      |
| 8    | 7  | Jarno Trulli          | Renault          | 68    | + 1 tour                           | 6      | 1      |
| 9    | 15 | Antônio Pizzonia      | Jaguar-Cosworth  | 68    | + 1 tour                           | 8      |        |
| 10   | 21 | Cristiano da Matta    | Toyota           | 68    | + 1 tour                           | 13     |        |
| 11   | 12 | Ralph Firman          | Jordan-Ford      | 68    | + 1 tour                           | 16     |        |
| 12   | 16 | Jacques Villeneuve    | BAR-Honda        | 68    | + 1 tour                           | 12     |        |
| 13   | 18 | Justin Wilson         | Minardi-Cosworth | 67    | + 2 tours                          | 18     |        |
| Abd. | 11 | Giancarlo Fisichella  | Jordan-Ford      | 60    | Distribution d'essence             | 9      |        |
| Abd. | 9  | Nick Heidfeld         | Sauber-Petronas  | 46    | Moteur                             | 4      |        |
| Abd. | 8  | Fernando Alonso       | Renault          | 44    | Moteur                             | 19     |        |
| Abd. | 3  | Juan Pablo Montoya    | Williams-BMW     | 32    | Moteur                             | 3      |        |
| Abd. | 20 | Olivier Panis         | Toyota           | 6     | Suspension                         | 11     |        |
| Abd. | 19 | Jos Verstappen        | Minardi-Cosworth | 0     | Embrayage                          | 20     |        |
| Np.  | 10 | Heinz-Harald Frentzen | Sauber-Petronas  | 0     | Non partant-Embrayage              | 15     |        |

## Pole position et record du tour
- Pole position : Michael Schumacher en 1 min 09 s 150
- Tour le plus rapide : Michael Schumacher en 1 min 08 s 337 au 41e tour.

## Tours en tête
- Michael Schumacher : 53 (1-23 / 32-42 / 51-69)
- Juan Pablo Montoya : 8 (24-31)
- Kimi Räikkönen : 7 (43-49)
- Rubens Barrichello : 1 (50)

## Statistiques
- 67e victoire pour Michael Schumacher.
- 162e victoire pour Ferrari en tant que constructeur.
- 162e victoire pour Ferrari en tant que motoriste.
- Michael Schumacher réalise la pole position malgré une énorme glissade lors de son tour de qualification.
- Durant un ravitaillement en essence, la Ferrari de Michael Schumacher prend feu. La voiture sera arrêtée environ une demi-minute alors qu'un arrêt normal est de l'ordre de 8 secondes.
- La course est neutralisée du tour no 2 et le tour no 4 pour permettre le dégagement de la Minardi de Jos Verstappen.